# Democid
Democid (iz starogrčkog δήμος, démos – narod ili stanovništvo i latinskog caedere – ubijati) je izraz kojeg je skovao politolog Rudolph J. Rummel s namjerom označavanja šireg područja masovnih ubojstava pod zapovjedništvom vlasti nego što označava pojam genocid.

## Definicija
Democid je prema Rummelu svaka vrsta djelovanja od strane vlasti, koja
1. ima za cilj izravno ubijanje ljudi, ili uzrokovanje smrti kod ljudi,
  1. zbog njihove vjeroispovjesti, rase, jezika, etnije, nacionalnog podrijetla, klase, političkog uvjerenja, disidentskog govora, ili samo zbog puke veze s ljudima koje spadaju u navedene skupine;
  2. zadovoljavanja sustav obespravljivanja;
  3. promicanja sustava prisilnog rada ili ropstva;
  4. izvršenja pokolja;
  5. nametanja smrtonosnih životnih uvjeta;
  6. izravnih vojnih djelovanja u ratu ili oružanim sukobima
2. uzrokuje smrt zbog namjernog nemara ili nebrige za život
  1. smrtonosni zatvori - koncentracijske logore -, prisilni rad ratnih zarobljenika;
  2. smrtonosni liječnički ili znanstveni pokusi na ljudima;
  3. mučenja ili tjelesna kažnjavanja;
  4. podrške ili pristanak na ubojstva, silovanja, pljačkanja;
3. izglađivanje ili epidemije, zbog uskračivanja pomoći ili namjernog zaustavljanja dostave pomoći zbog namjernog povećanja smrtnosti;
  1. smrtonosna prisilna protjerivanja

Ova definicija isključuje ubojstva u međunarodnim i građanskim ratovima.
Democid je najveći uzrok neprirodne smrti, daleko ispred ratova, kriminala, nesreća i životinjskih napada.

## Vanjske poveznice
- The Definition of Democide by R.J. Rummel, from his book Death by Government.
- Rummel's website Power Kills
- Never Again International youth genocide prevention organization organized the 2004 Rwanda Forum at the Imperial War Museum in London.
- Never Again Wiki  Arhivirana inačica izvorne stranice od 29. kolovoza 2009. (Wayback Machine)